# Karl Kinsky

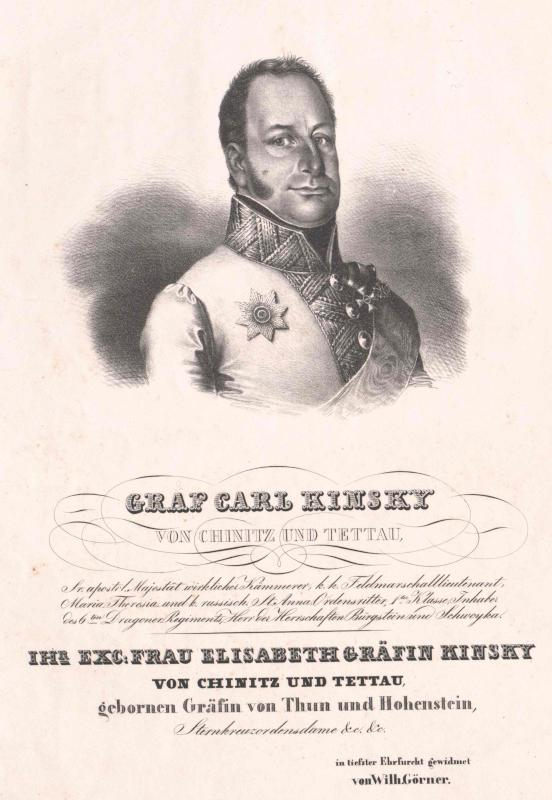
Karl Kinsky (1766–1831)

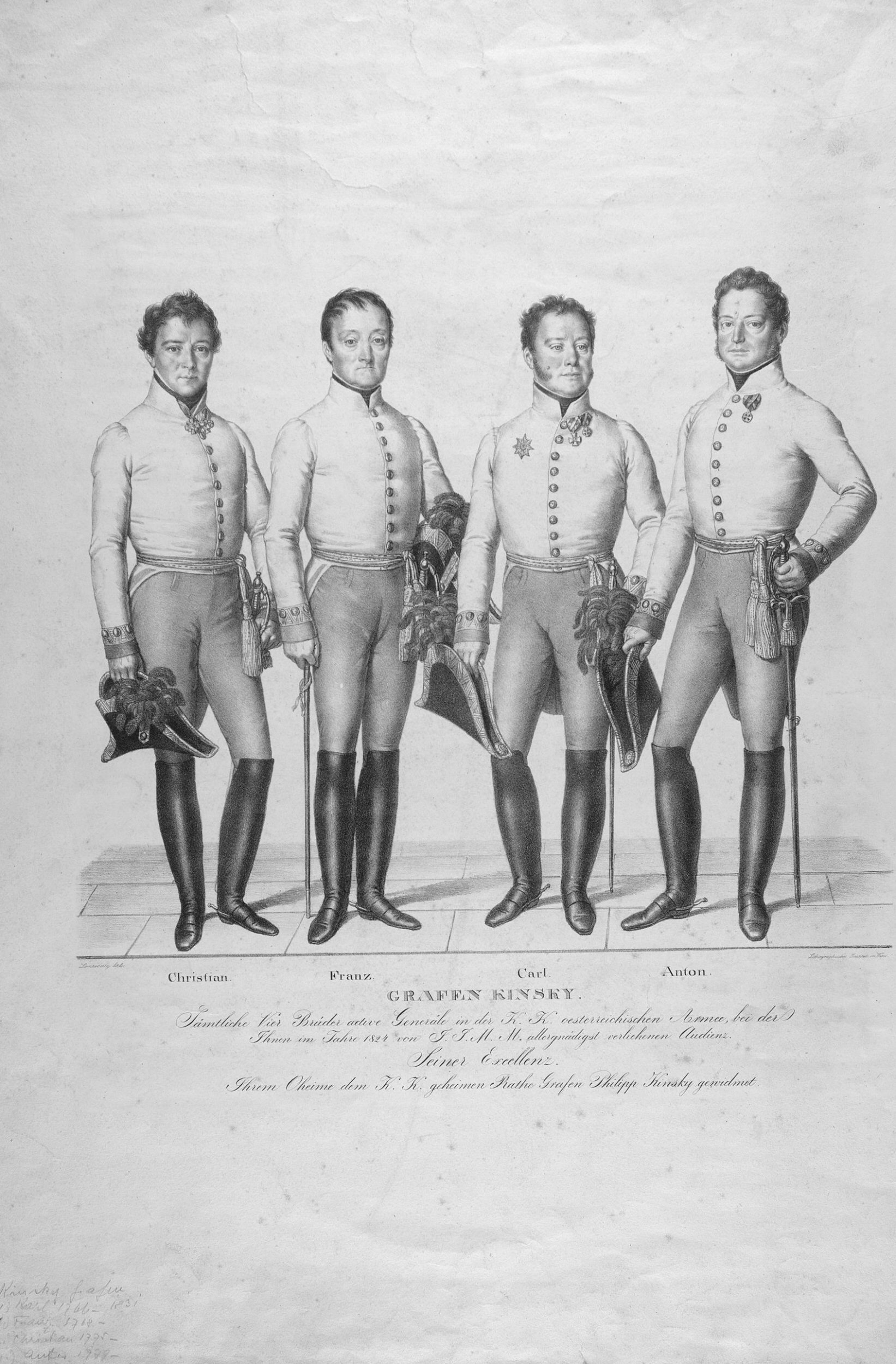
Die Grafen Kinsky auf einer Lithographie von Josef Lanzedelli

Karl Graf Kinsky von Wchinitz und Tettau (* 28. Juli 1766 in Chlumetz; † 4. September 1831 in Bürgstein) war ein böhmischer Adliger, k. k. Kämmerer, Generalmajor und Feldmarschallleutnant der österreichischen Armee.

## Leben
Seine Eltern waren Franz Ferdinand Graf Kinsky (1738–1806) und dessen Ehefrau Marie Christine geb. Fürstin von Liechtenstein (1741–1819). Nach einer militärischen Ausbildung in der Wiener-Neustädter Akademie kam er 1786 als Leutnant in das 5. Chevauleger-Regiment. Er kämpfte im 8. Türkenkrieg. In Anerkennung seines guten Verhaltens wurde er mit der Nachricht der Eroberung des Lagers bei Dubicza an den Kaiser Joseph nach Semlin geschickt. Bei der Belagerung von Novi war er Ordonnanzoffiziers des Feldmarschalls Loudon. In Anerkennung seiner Leistungen wurde er mit der Nachricht von der Eroberung zum Kaiser nach Lugos geschickt. Vom Kaiser wurde er außer der Reihe zum 2. Rittmeister befördert.
Nach dem Krieg wurde er in die Niederlande versetzt. Dort wurde er bei Quesnoy verwundet. Anschließend konnte er sich bei mehreren Gefechten auszeichnen. Am 16. Juni 1794 konnte er sich bei Entsatz von Charleroi auszeichnen. Anschließend wurde er zum Major befördert. 1796 zeichnete er sich in den Kämpfen bei Schopp und Landstuhl aus, wofür er das Ritterkreuz des Maria Theresien-Ordens erhielt. Anschließend wurde das Regiment nach Wien verlegt und Kinsky zum Oberstleutnant befördert. 1799 wurde er in die Schweiz geschickt und kämpfte im Gefecht bei Frauenfeld.
Nach der Schlacht bei Hohenlinden wurde er zum Oberst und Regimentskommandanten befördert.
Im Dritten Koalitionskrieg kämpfte er in Deutschland.  1805 war er mit anderen Truppen bei Ulm eingeschlossen und der General Mack musste kapitulieren. Der Oberst Kinsky und der Oberst Wartensleben widersetzten sich dem Befehl und beschloss sich zu den eigenen Linien durchzuschlagen. Er war dabei erfolgreich, wurde aber für seine Insubordination vor das Kriegsgericht gestellt und verurteilt, was vom Kaiser aber kassiert wurde. Im September 1806 schied er im Rang eines General-Majors eine Zeit lang aus der Armee aus.
Seit 1809 wieder im aktiven Stand, nahm er 1813 bis 1815 an den Befreiungskriegen teil. Seit April 1815 Feldmarschall-Leutnant kommandierte er im Armeekorps des Feldmarschall-Lieutenant Prinz Philipp von Hessen-Homburg eine Division.
Nach dem Zweiten Pariser Frieden wurde er Divisionär in Böhmen und seit März 1822 Inhaber des 6. Dragoner-Regiments. Im März 1828 trat er in den Ruhestand, den er auf seinem Gut Bürgstein in Nordböhmen verbrachte. Er starb 1831 im Alter von 65 Jahren.

## Familie
Karl Kinsky war seit dem 8. Februar 1810 mit Elisabeth Gräfin von Thun und Hohenstein (* 5. Mai 1790; † 29. November 1876), Sternkreuzdame verheiratet. Seine Kinder waren:
- Philippine (1811–1890), Stiftsdame im Damenstift Brünn
- Karl (1813–1856)
- Antonia (1815–1835) ⚭ Joseph Franz Karl von Lobkowitz (* 17. Februar 1803; † 18. März 1875)
- August Leopold (1817–1891) ⚭ Friederike Dubsky von Třebomyslice (* 25. Juli 1829; † 29. Dezember 1895)[1]

## Auszeichnungen
- Maria Theresien-Orden, Ritter
- Orden der Eisernen Krone, Großkreuz